# Echium plantagineum
Vipérine faux-plantain
Espèce
Classification APG II (2003)
Echium plantagineum, la Vipérine faux-plantain, est une espèce de plantes à fleurs de la famille des Boraginaceae. Cette plante annuelle ou bisannuelle aux fruits verruqueux et aux feuilles basales atteint 20 à 60 cm ; hérissées de poils doux, les vipérines doivent leur nom à des fleurs rappelant une gueule de vipère. Courante en région méditerranéenne dans les friches ou les bords de chemin, la vipérine est employée en médecine populaire contre la grippe, les inflammations pulmonaires et les fièvres éruptives infantiles.

## Description

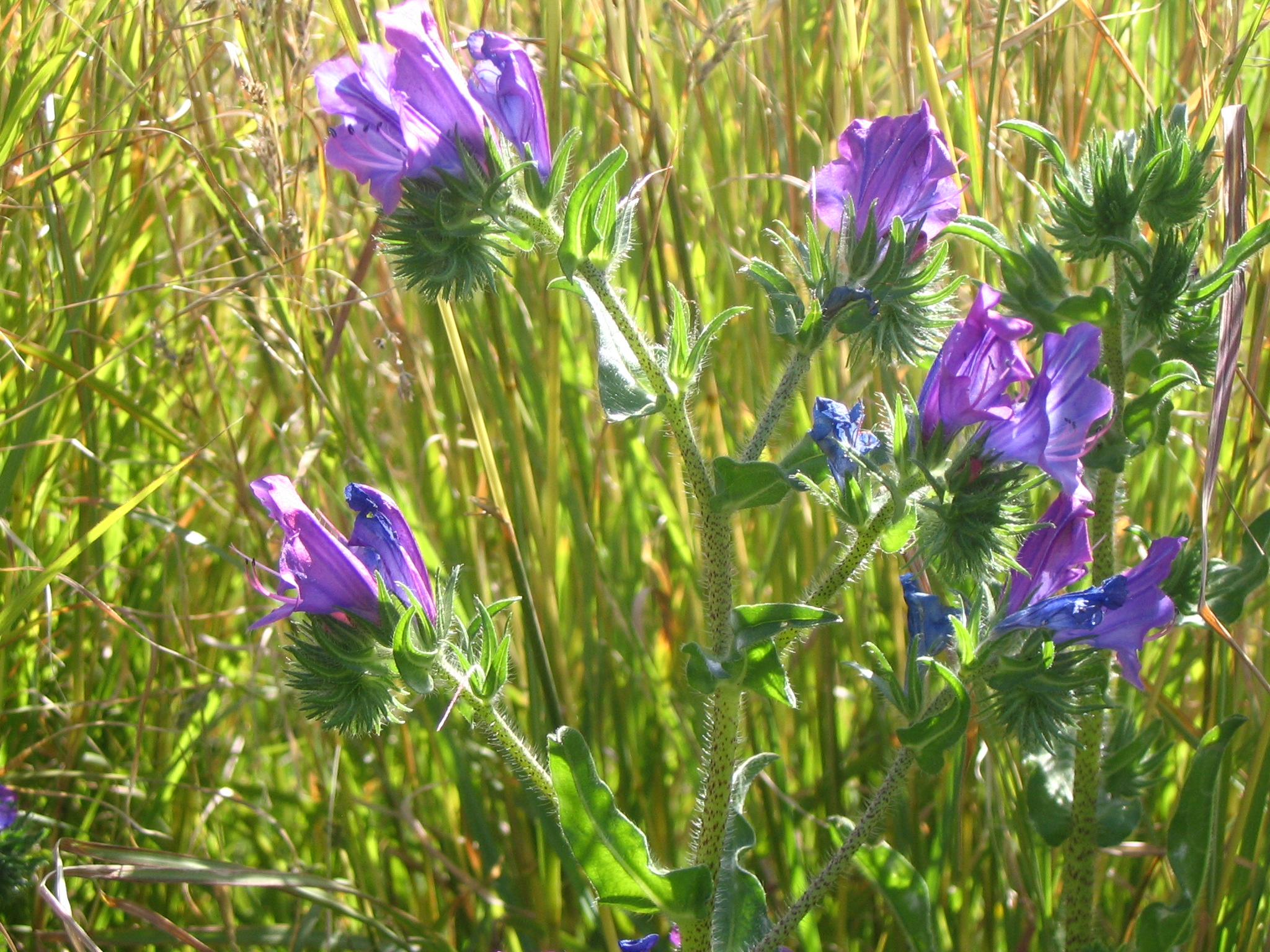
Vipérine faux-plantain.

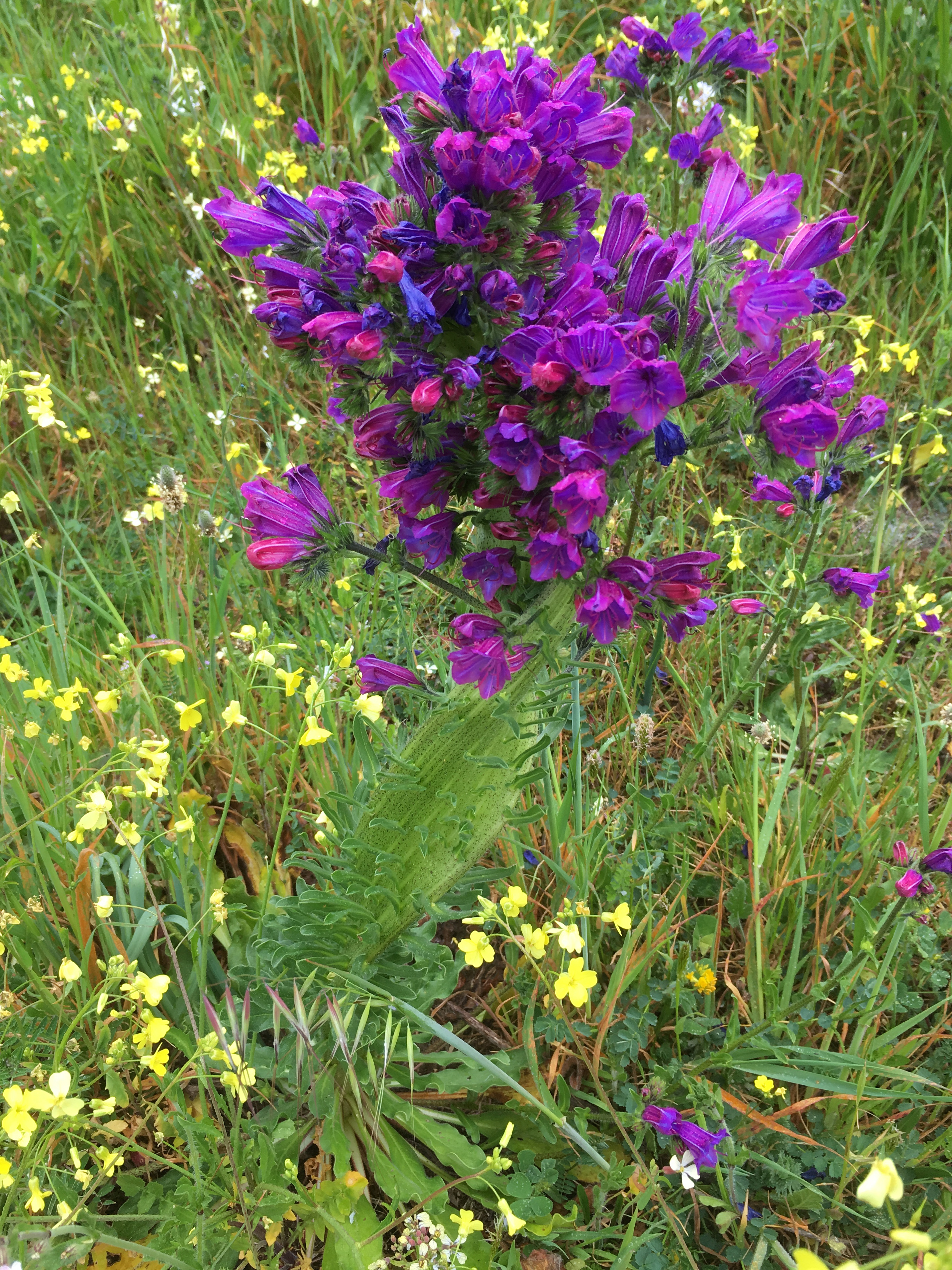
Fasciation de E. plantagineum.

C'est une plante bisannuelle d’environ 60 cm, velue, aux fleurs mauves.
La floraison a lieu de mars à août.
Le phénomène de fasciation peut être observé sur E. plantagineum. Il entraîne alors une croissance exagérée, un élargissement de la tige et une floraison exubérante.

## Utilisation
Dans le Sud de l'Espagne en zone de forêt méditerranéenne, la graine de cette plante est la plus fréquemment trouvée dans le tube digestif de la Tourterelle des bois (avec la graine de Amaranthus deflexus), une espèce de colombe en forte régression dans toute l'Europe. 
Echium plantagineum est utilisée comme plante fourragère.
Introduite en Australie, elle y est devenue une plante envahissante.

## Propriétés
Riche en acides gras oméga-3, on l'emploie comme émollient contre les irritations, et comme protection sur les peaux sensibles.

## Dénominations
Ce taxon porte en français les noms vernaculaires ou normalisés suivants : 
- Vipérine à feuilles de plantain[4],[5] ;
- Vipérine en rosette[6] ;
- Vipérine faux-plantain[4],[5] ;
- Vipérine plantain[4][4],[5] ;
- Vipérine pourpre[5].

## Systématique
Le nom correct complet (avec auteur) de ce taxon est Echium plantagineum L..
Echium plantagineum a pour synonymes :
- Echium alonsoi Sennen & Mauricio
- Echium bonariense Poir.
- Echium creticum subsp. maritimum (Willd.) Malag., 1977
- Echium creticum subsp. plantagineum (L.) Malag.
- Echium creticum Lam.
- Echium diffusum Jan
- Echium diffusum Jan ex Nyman
- Echium latifolium Bubani, 1897
- Echium longistamineum Pourr.
- Echium longistamineum Pourr. ex Lapeyr.
- Echium lusitanicum Mill.
- Echium lycopsis L.
- Echium maritimum Willd.
- Echium murale Hill
- Echium orientale Stephan
- Echium plantagineum f. roseum H.Lindb.
- Echium plantagineum var. album Mattos
- Echium plantagineum var. maroccanum Sennen
- Echium plantagineum var. monodasystemon Beauverd & Felipp.
- Echium plantagineum var. sennenii (Pau) Sauvage & Vindt
- Echium plantaginifolium L.
- Echium plantaginifolium L. ex Moris
- Echium plantaginoides Roem. & Schult.
- Echium pseudoviolaceum Schur
- Echium sennenii Pau
- Echium violaceum var. medium Kuntze
- Echium violaceum L.
- Echium vulgare subsp. violaceum (L.) Ces.